# Tamás Mendelényi
Tamás Mendelényi (2. května 1936 Budapešť – 6. září 1999 Várgesztes, Maďarsko) byl maďarský sportovní šermíř, který se specializoval na šerm šavlí. Manželka Judit Ágostonová-Mendelényiová reprezentovala Maďarsko v šermu fleretem.
Maďarsko reprezentoval v padesátých a šedesátých letech. Na olympijských hrách startoval v roce 1960 v soutěži družstev. V roce 1959 obsadil druhé a v roce 1957 třetí místo na mistrovství světa v soutěži jednotlivců. S maďarským družstvem šavlistů vybojoval na olympijských hrách 1960 zlatou olympijskou medaili a v roce 1957, 1958 získal s družstvem titul mistra světa.